# アスペルギルス・フラビぺス
アスペルギルス・フラビぺス（学名: Aspergillus flavipes）はアスペルギルス属の真菌の一種である。It is from the Flavipedes section.この種は1926年に初めて記載された。ステリグマトシスチン、シトリニン、ロバスタチンを産生することが報告されている。

## 発育と形態
アスペルギルス・フラビぺスはCzapek yeast extract agar (CYA)plateとMalt Extract Agar Oxoid® (MEAOX)plateの両方で培養される。コロニーの発育形態は下図のとおりである。

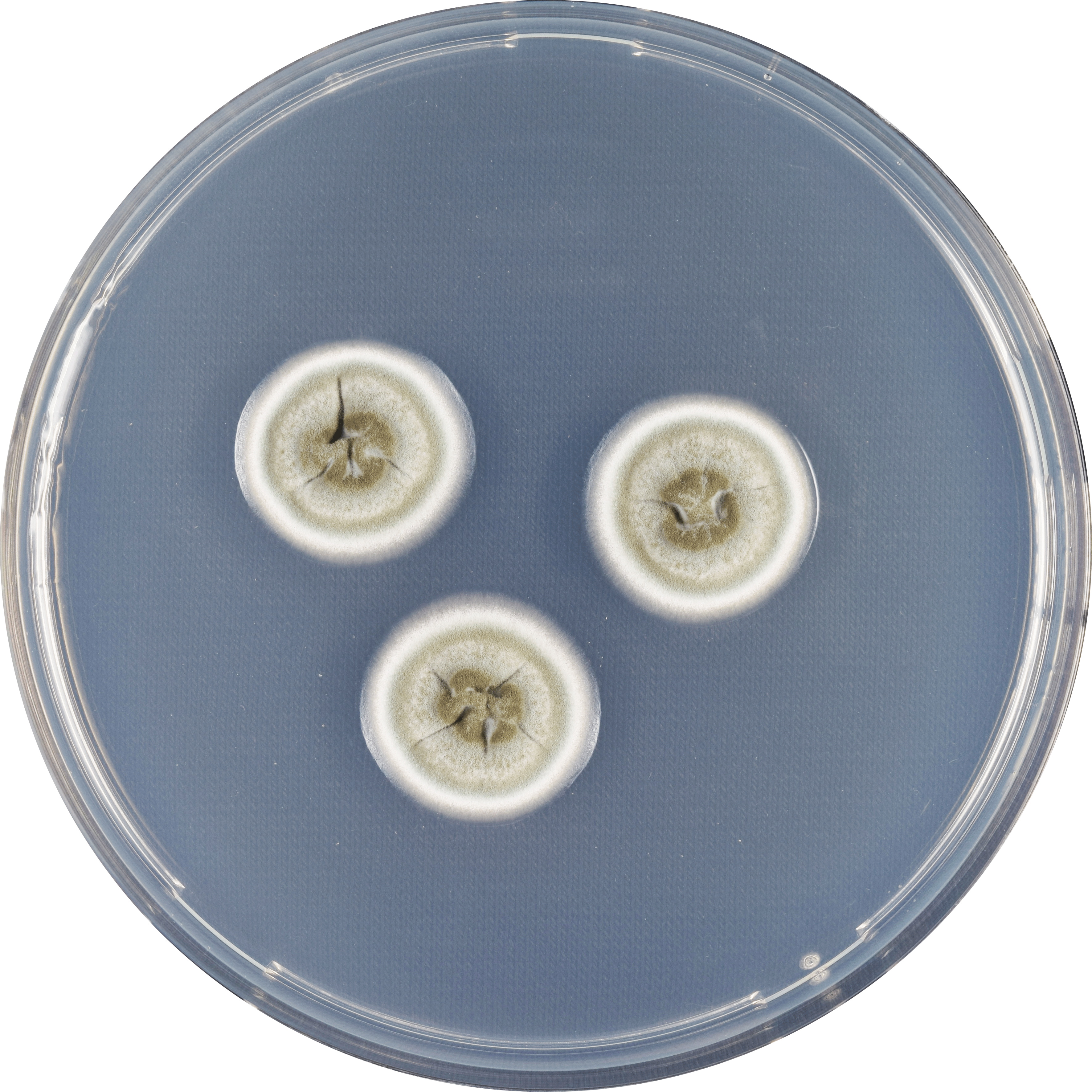
Aspergillus flavipes growing on CYA plate
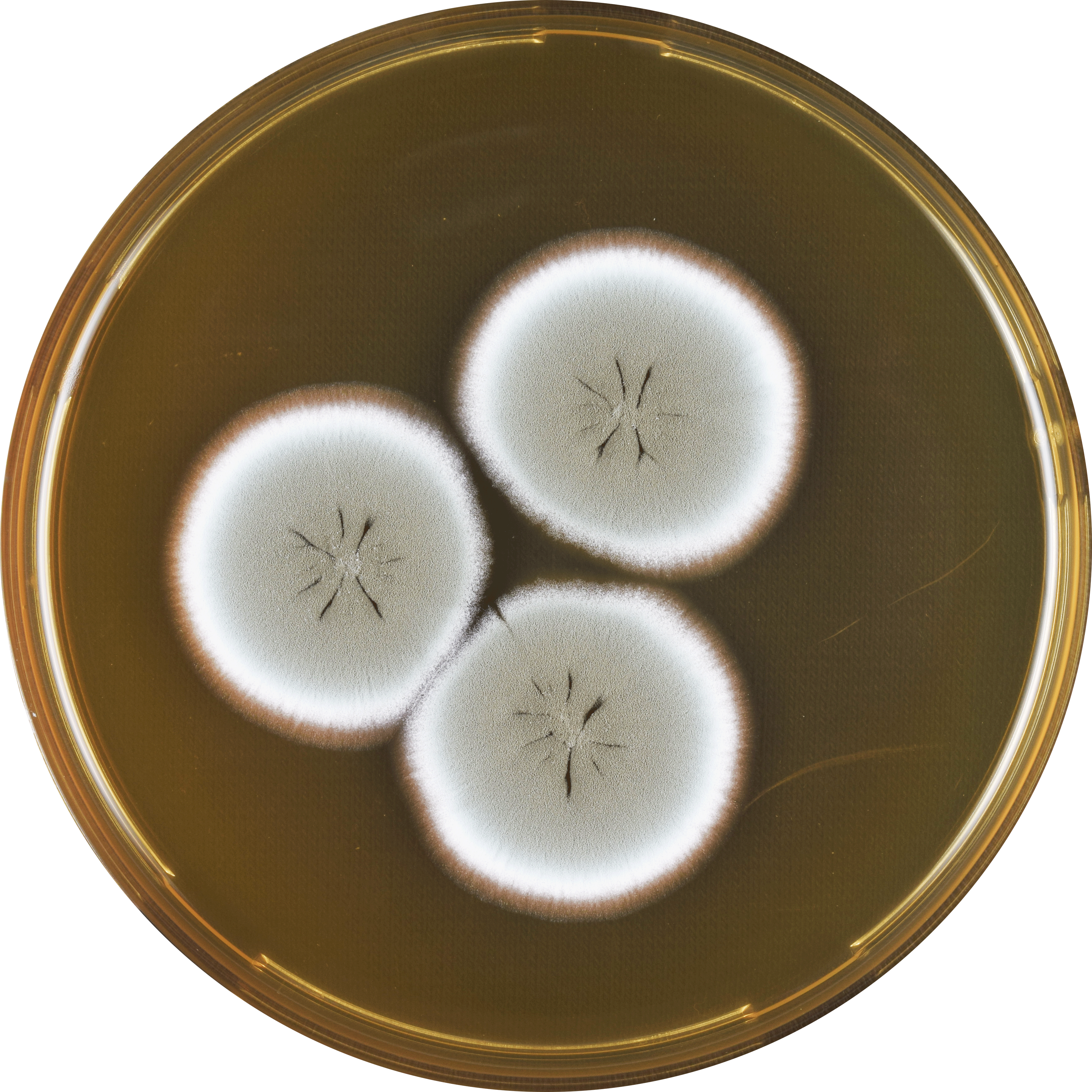
Aspergillus flavipes growing on MEAOX plate